# Jack Darragh

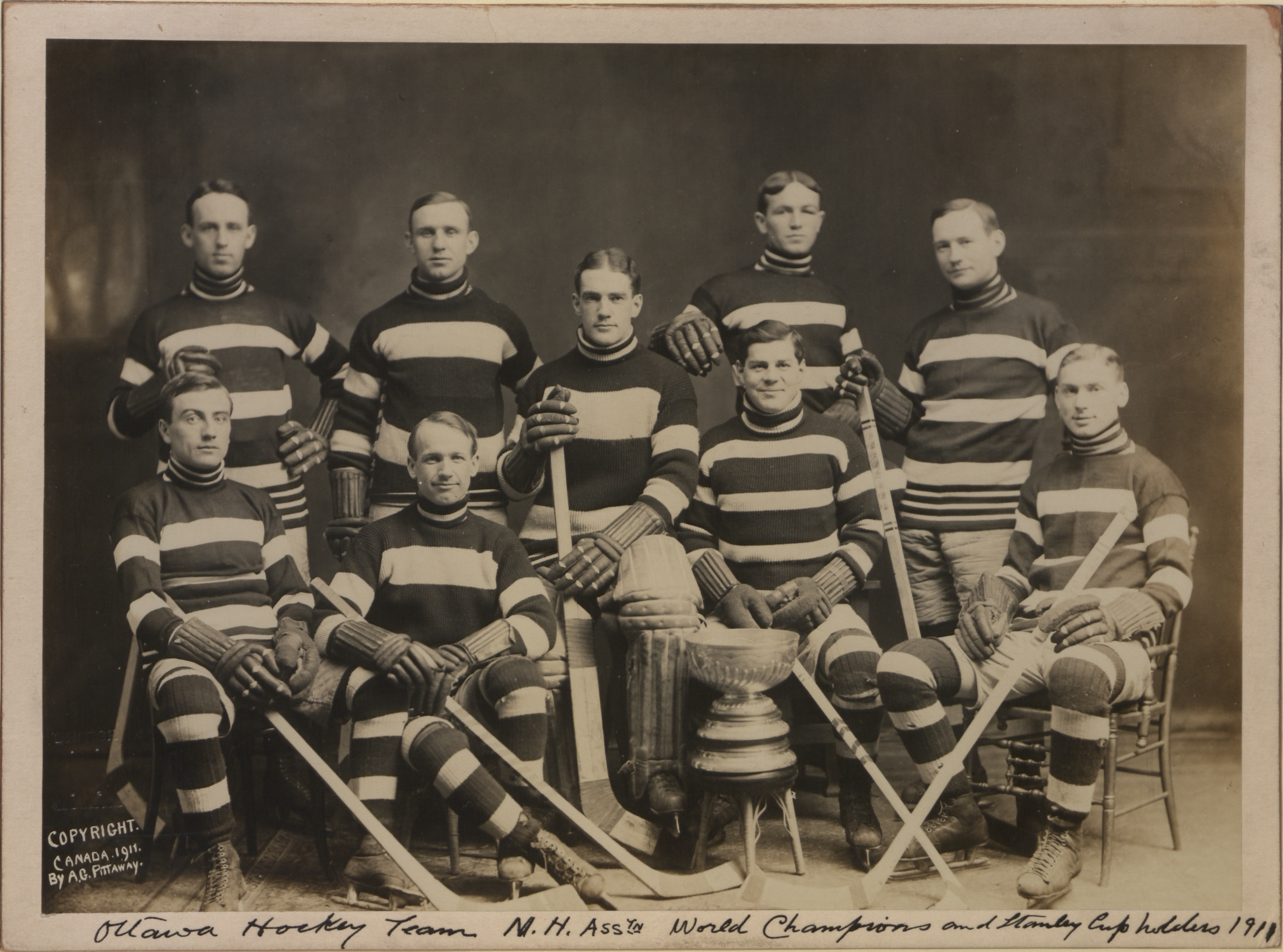
Jack Darragh, tvåa från höger i översta raden, med Ottawa Senators och Stanley Cup 1911.

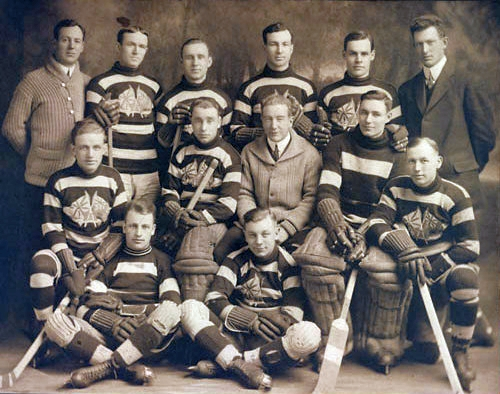
Ottawa Senators säsongen 1914–15. Jack Darragh står som tvåa från vänster i översta raden.

John Proctor "Jack" Darragh, född 4 december 1890 i Ottawa, Ontario, död 25 juni 1924 i Ottawa, var en kanadensisk professionell ishockeyspelare. Han spelade som högerforward för Ottawa Senators i National Hockey Association och National Hockey League åren 1910–1924.
Jack Darragh vann Stanley Cup med Ottawa Senators fyra gånger; 1911, 1920, 1921 och 1923. I finalserien 1921 mot Vancouver Millionaires gjorde Darragh Senators båda mål i den femte och avgörande matchen som laget vände och vann med 2-1.
Darragh dog av bukhinneinflammation 1924, 33 år gammal. Han valdes in i Hockey Hall of Fame 1962.

## Statistik
| 1910–11            | Ottawa Senators    | NHA                | 16  | 18  | 0  | 18  | 36  | —  | —  | — | —  | —  |
|                    |                    | Stanley Cup        | —   | —   | —  | —   | —   | 2  | 0  | 0 | 0  | 0  |
| 1911–12            | Ottawa Senators    | NHA                | 17  | 15  | 0  | 15  | 10  | —  | —  | — | —  | —  |
| 1912–13            | Ottawa Senators    | NHA                | 20  | 15  | 0  | 15  | 16  | —  | —  | — | —  | —  |
| 1913–14            | Ottawa Senators    | NHA                | 20  | 23  | 5  | 28  | 69  | —  | —  | — | —  | —  |
| 1914–15            | Ottawa Senators    | NHA                | 18  | 11  | 2  | 13  | 32  | 5  | 4  | 0 | 4  | 9  |
| 1915–16            | Ottawa Senators    | NHA                | 21  | 16  | 5  | 21  | 41  | —  | —  | — | —  | —  |
| 1916–17            | Ottawa Senators    | NHA                | 20  | 24  | 4  | 28  | 17  | 2  | 2  | 0 | 2  | 3  |
| 1917–18            | Ottawa Senators    | NHL                | 18  | 14  | 5  | 19  | 26  | —  | —  | — | —  | —  |
| 1918–19            | Ottawa Senators    | NHL                | 14  | 11  | 3  | 14  | 33  | 5  | 2  | 0 | 2  | 3  |
| 1919–20            | Ottawa Senators    | NHL                | 23  | 22  | 14 | 36  | 22  | —  | —  | — | —  | —  |
|                    |                    | Stanley Cup        | —   | —   | —  | —   | —   | 5  | 5  | 2 | 7  | 3  |
| 1920–21            | Ottawa Senators    | NHL                | 24  | 11  | 15 | 26  | 20  | 2  | 0  | 0 | 0  | 2  |
|                    |                    | Stanley Cup        | —   | —   | —  | —   | —   | 5  | 5  | 0 | 5  | 12 |
| 1921–22            | Spelade inte       | —                  | —   | —   | —  | —   | —   | —  | —  | — | —  | —  |
| 1922–23            | Ottawa Senators    | NHL                | 24  | 6   | 9  | 15  | 10  | 2  | 1  | 0 | 1  | 2  |
| 1923–24            | Ottawa Senators    | NHL                | 18  | 2   | 0  | 2   | 2   | 2  | 0  | 0 | 0  | 2  |
| NHA totalt         | NHA totalt         | NHA totalt         | 132 | 122 | 16 | 138 | 221 | 7  | 6  | 0 | 6  | 12 |
| NHL totalt         | NHL totalt         | NHL totalt         | 121 | 66  | 46 | 112 | 113 | 11 | 3  | 0 | 3  | 9  |
| Stanley Cup totalt | Stanley Cup totalt | Stanley Cup totalt | —   | —   | —  | —   | —   | 12 | 10 | 2 | 12 | 21 |